# فهرست فیلم‌های پویانمایی دهه ۲۰۲۰
این فهرستی از فیلم‌های بلند پویانمایی می‌باشد که در دههٔ ۲۰۲۰ منتشر شده‌اند (خواهند شد).

## ۲۰۲۰
- فهرست فیلم‌های پویانمایی ۲۰۲۰

## ۲۰۲۱
- فهرست فیلم‌های پویانمایی ۲۰۲۱

## ۲۰۲۲
- فهرست فیلم‌های پویانمایی ۲۰۲۲

## ۲۰۲۳
| عنوان                                      | کشور              | استودیو                                            | تکنیک پویانمایی                   | تاریخ انتشار   |
| ------------------------------------------ | ----------------- | -------------------------------------------------- | --------------------------------- | -------------- |
| فیلم برادران سوپر ماریو                    | ایالات متحده ژاپن | یونیورسال پیکچرز ایلومینیشن نینتندو                | پویانمایی رایانه‌ای                | ۷ آوریل ۲۰۲۳   |
| لاک‌پشت‌های نینجا: آشوب جهش‌یافته             | ایالات متحده      | پارامونت انیمیشن نیکلودئون موویز پوینت گری پیکچرز  | پویانمایی رایانه‌ای                | ۴ اوت ۲۰۲۳     |
| نیمونا                                     | ایالات متحده      | نتفلیکس آناپورنا پیکچرز                            | پویانمایی رایانه‌ای                |                |
| کایوت در برابر اکمی                        | ایالات متحده      | گروه انیمیشن وارنربرادران وارنر پیکچرز             | پویانمایی رایانه‌ای لایواکشن       | ۲۱ ژوئیه ۲۰۲۳  |
| ولگردها                                    | ایالات متحده      | یونیورسال پیکچرز                                   | پویانمایی رایانه‌ای لایواکشن       | ۹ ژوئن ۲۰۲۳    |
| دنبالهٔ فرار مرغی                           | بریتانیا          | نتفلیکس آردمن انیمیشن                              | استاپ موشن                        |                |
| کریگ از کریک: فیلم                         | ایالات متحده      | استودیوهای کارتون نت‌ورک                            | سنتی                              |                |
| بنیادین                                    | ایالات متحده      | استودیو سینمایی والت دیزنی پیکسار                  | پویانمایی رایانه‌ای                | ۱۶ ژوئن ۲۰۲۳   |
| فارستر                                     | ایالات متحده      | استودیو انیمیشن والت دیزنی                         | پویانمایی رایانه‌ای                | ۲۲ نوامبر ۲۰۲۳ |
| مهاجرت                                     | ایالات متحده      | یونیورسال پیکچرز ایلومینیشن                        | پویانمایی رایانه‌ای                | ۳۰ ژوئن ۲۰۲۳   |
| مانکی کینگ                                 | ایالات متحده      | نتفلیکس انیمیشن                                    | پویانمایی رایانه‌ای                |                |
| دنبالهٔ گشت پنجه‌ای: فیلم                    | ایالات متحده      | پارامونت پیکچرز نیکلودئون موویز اسپین مستر         | پویانمایی رایانه‌ای                | ۱۳ اکتبر ۲۰۲۳  |
| شرینکین آف تری‌هورن                         | ایالات متحده      | پارامونت انیمیشن ایمیجین اینترتیمنت انیمال لاجیک   | پویانمایی رایانه‌ای                | ۱۰ نوامبر ۲۰۲۳ |
| بخش دوم مرد عنکبوتی: در میان دنیای عنکبوتی | ایالات متحده      | کلمبیا پیکچرز سونی پیکچرز انیمیشن مارول انترتینمنت | پویانمایی رایانه‌ای                | ۲ ژوئن ۲۰۲۳    |
| شاگرد ببر                                  | ایالات متحده      | پارامونت انیمیشن                                   | پویانمایی رایانه‌ای                | ۲۰ دسامبر ۲۰۲۳ |
| فیلم سوم ترول‌ها                            | ایالات متحده      | یونیورسال پیکچرز دریم‌ورکس انیمیشن                  | پویانمایی رایانه‌ای                | ۱۷ نوامبر ۲۰۲۳ |
| فیلم بدون عنوان ساوت پارک                  | ایالات متحده      | ام‌تی‌وی فیلمز ساوت پارک                             | سنتی                              |                |
| اسپین‌آف بدون عنوان باب‌اسفنجی شلوارمکعبی    | ایالات متحده      | پارامونت انیمیشن نیکلودئون موویز                   | سنتی پویانمایی رایانه‌ای لایو اکشن |                |